# 2861 Ламбрехт
2861 Ламбрехт (2861 Lambrecht) — астероїд головного поясу, відкритий 3 листопада 1981 року.
Тіссеранів параметр щодо Юпітера — 3,477.